# Draft NBA 2016
Il Draft NBA 2016 si è svolto il 23 giugno 2016 al Barclays Center di Brooklyn, New York. Il sorteggio per l'ordine delle chiamate è stato effettuato il 17 maggio 2016. La prima scelta è stata effettuata dai Philadelphia 76ers, che hanno scelto Ben Simmons. È il draft con più giocatori internazionali, tra cui la prima scelta, con 28 giocatori che non sono di nazionalità statunitense. (29 internazionali considerando che Georges Niang è nato negli USA ma naturalizzato senegalese).

## Giocatori scelti al 1º giro
|   | Indica un giocatore che è stato inserito nella Naismith Memorial Basketball Hall of Fame                 |
|   | Indica un giocatore che è stato selezionato per almeno un All-Star Game ed è inserito in un All-NBA Team |
|   | Indica un giocatore che è stato selezionato per almeno un All-Star Game                                  |
|   | Indica un giocatore che è stato inserito in almeno un All-NBA Team                                       |
| * | Indica il giocatore che ha vinto il titolo di Rookie of the Year                                         |
|   | Indica un giocatore che non ha mai giocato una partita in NBA                                            |

| Scelta | Giocatore               | Ruolo | Nazionalità | Squadra NBA                                        | Provenienza                        |
| ------ | ----------------------- | ----- | ----------- | -------------------------------------------------- | ---------------------------------- |
| 1      | Ben Simmons *           | AP    | Australia   | Philadelphia 76ers                                 | LSU Tigers                         |
| 2      | Brandon Ingram          | AP    | Stati Uniti | Los Angeles Lakers                                 | Duke Blue Devils                   |
| 3      | Jaylen Brown            | AP    | Stati Uniti | Boston Celtics                                     | Calif. G. Bears                    |
| 4      | Dragan Bender           | AG/C  | Croazia     | Phoenix Suns                                       | Maccabi Tel Aviv                   |
| 5      | Kris Dunn               | PM    | Stati Uniti | Minnesota Timberwolves                             | Providence Friars                  |
| 6      | Buddy Hield             | G     | Bahamas     | New Orleans Pelicans                               | Oklahoma Sooners                   |
| 7      | Jamal Murray            | G     | Canada      | Denver Nuggets                                     | Kentucky Wildcats                  |
| 8      | Marquese Chriss         | AG    | Stati Uniti | Phoenix Suns                                       | Washington Huskies                 |
| 9      | Jakob Pöltl             | C     | Austria     | Toronto Raptors                                    | Utah Utes                          |
| 10     | Thon Maker              | AG/C  | Australia   | Milwaukee Bucks                                    | Orangeville Prep/Athlete Institute |

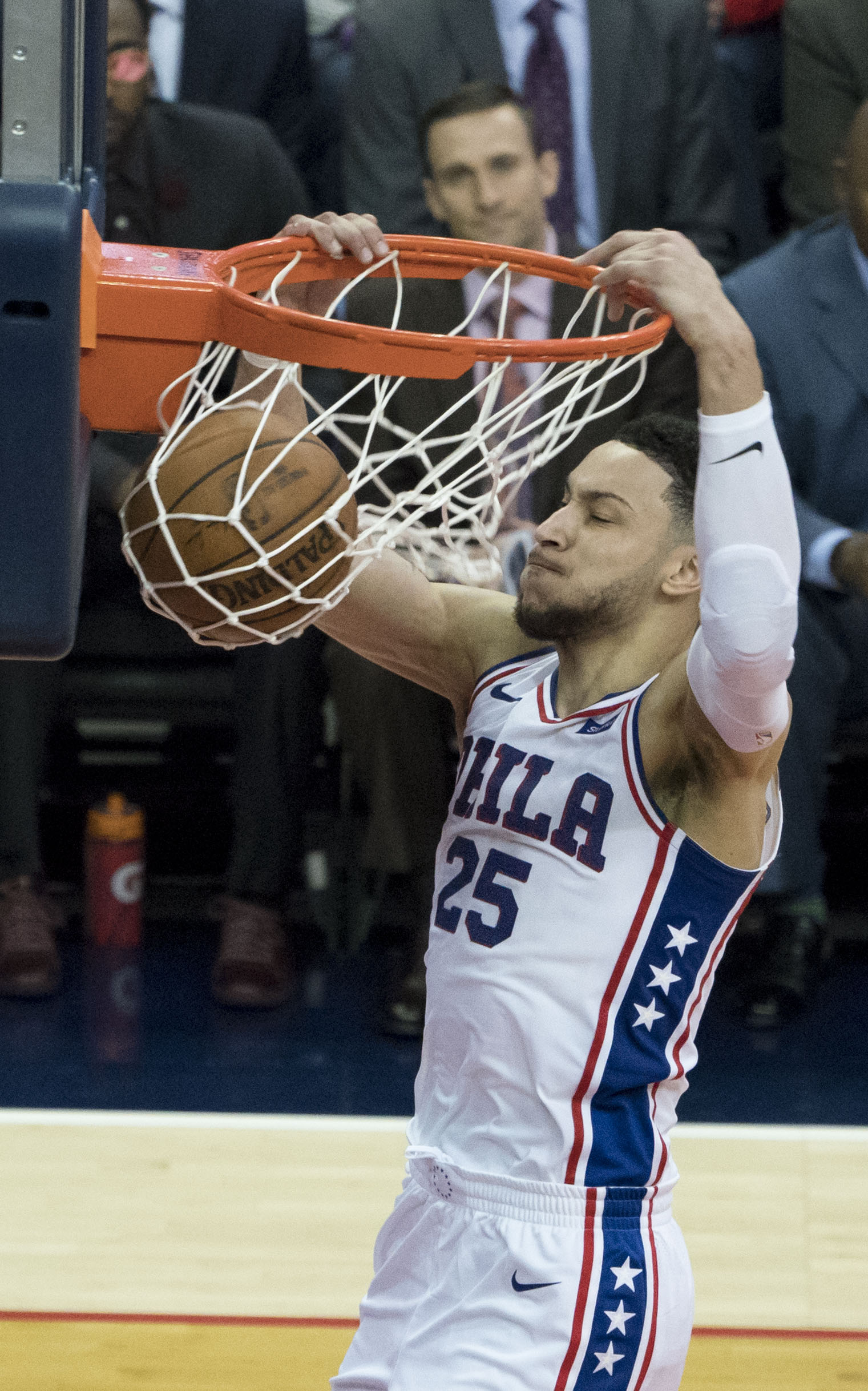
Ben Simmons prima scelta assoluta del draft.

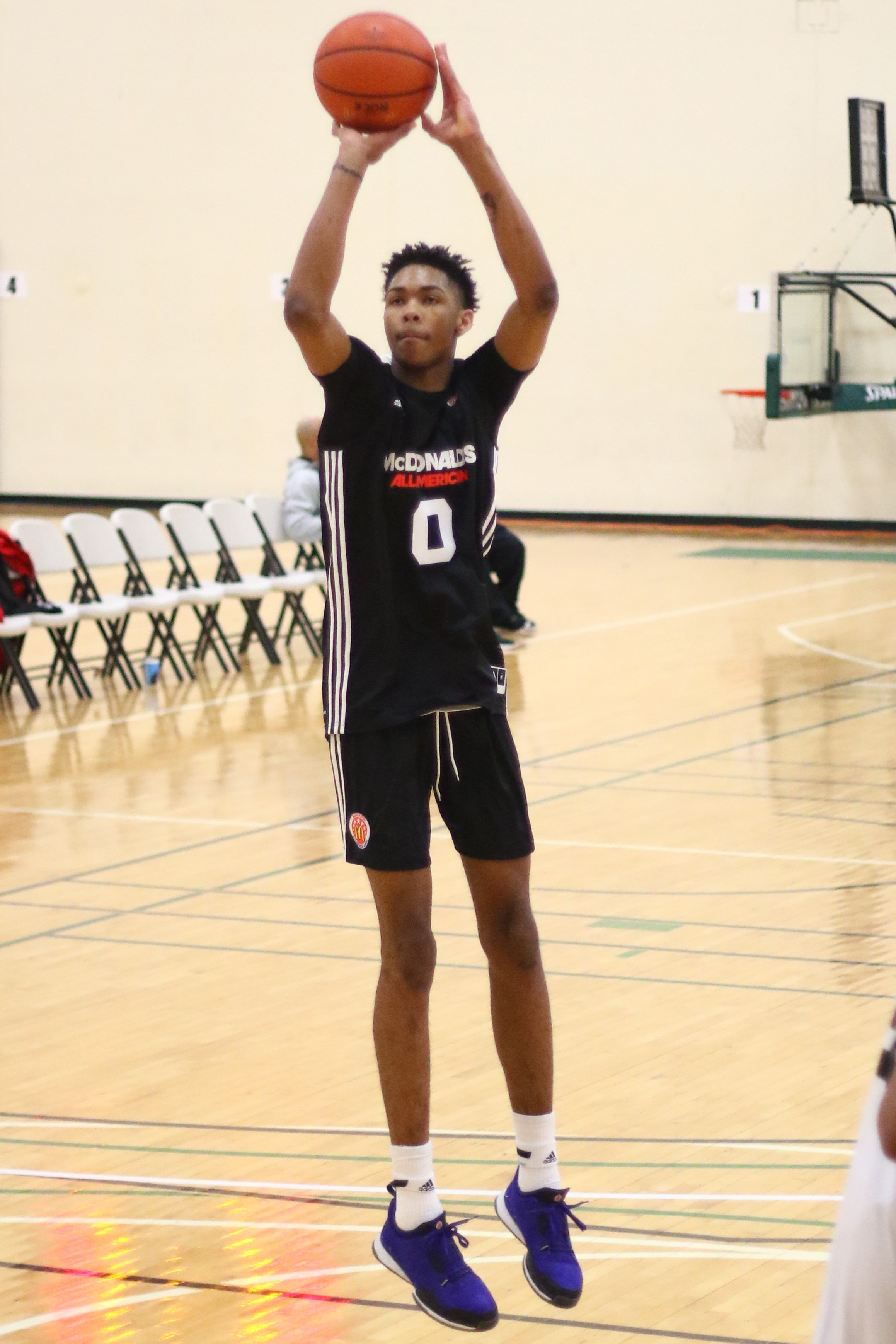
Brandon Ingram seconda scelta assoluta del draft.

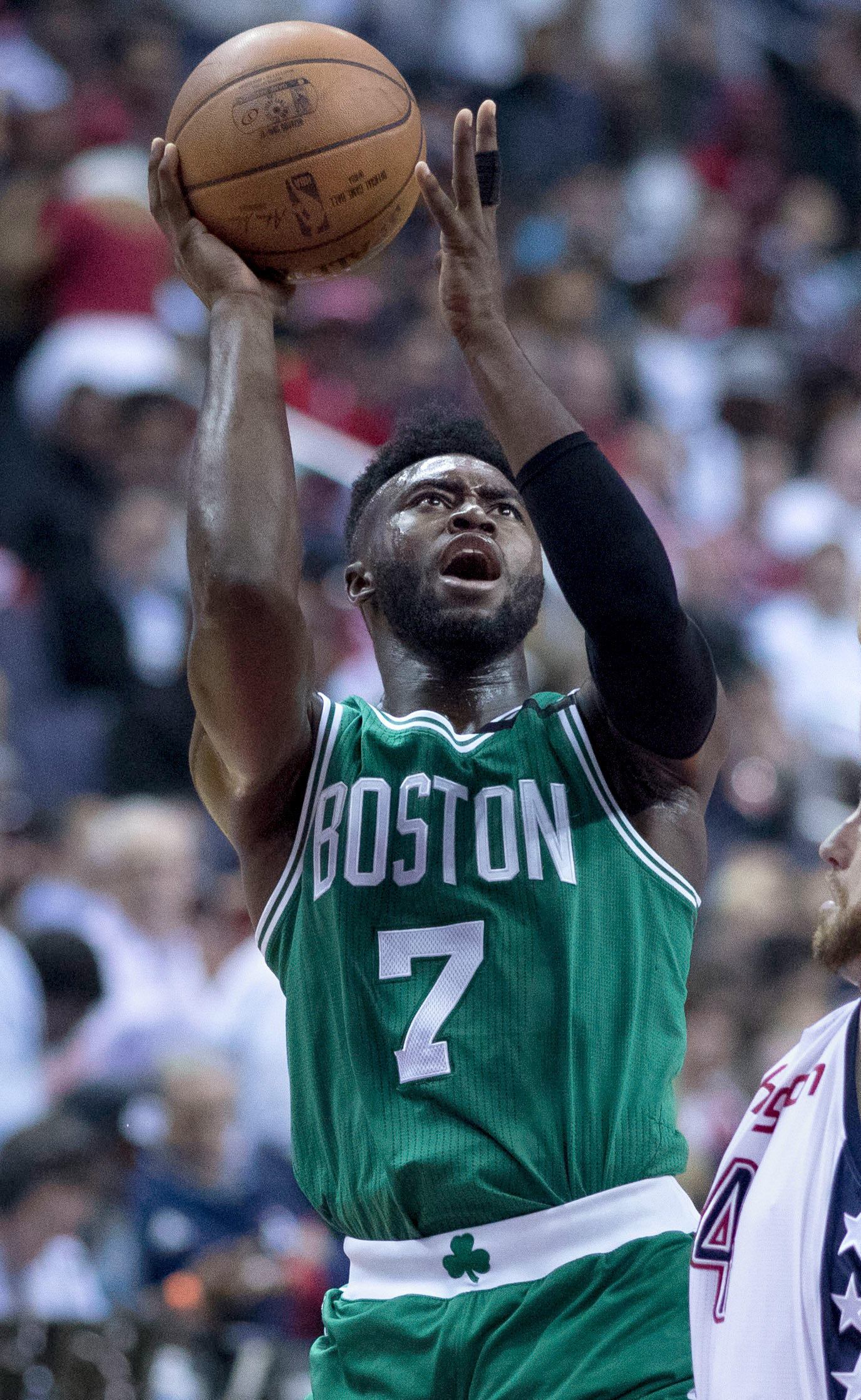
Jaylen Brown terza scelta assoluta del draft.

| 11     | Domantas Sabonis        | AG/C  | Lituania    | Orlando Magic (ceduto agli Oklahoma City Thunder ) | Gonzaga Bulldogs                   |
| 12     | Taurean Prince          | AP    | Stati Uniti | Utah Jazz (ceduto agli Atlanta Hawks )             | Baylor Bears                       |
| 13     | Giōrgos Papagiannīs     | C     | Grecia      | Sacramento Kings                                   | Panathīnaïkos                      |
| 14     | Denzel Valentine        | G/AP  | Stati Uniti | Chicago Bulls                                      | MSU Spartans                       |
| 15     | Juancho Hernangómez     | AG    | Spagna      | Denver Nuggets                                     | Estudiantes                        |
| 16     | Guerschon Yabusele      | AG    | Francia     | Boston Celtics                                     | Rouen                              |
| 17     | Wade Baldwin            | PM    | Stati Uniti | Memphis Grizzlies                                  | Vand. Commodores                   |
| 18     | Henry Ellenson          | AG    | Stati Uniti | Detroit Pistons                                    | Marquette G. Eagles                |
| 19     | Malik Beasley           | G     | Stati Uniti | Denver Nuggets                                     | Fl. State Seminoles                |
| 20     | Caris LeVert            | G     | Stati Uniti | Indiana Pacers (ceduto ai Brooklyn Nets )          | Michigan Wolverines                |
| 21     | DeAndre' Bembry         | AP    | Stati Uniti | Atlanta Hawks                                      | St. Joseph's Hawks                 |
| 22     | Malachi Richardson      | AP    | Stati Uniti | Sacramento Kings                                   | Syracuse Orange                    |
| 23     | Ante Žižić              | C     | Croazia     | Boston Celtics                                     | Cibona Zagabria                    |
| 24     | Timothé Luwawu-Cabarrot | G/AP  | Francia     | Philadelphia 76ers                                 | Mega Belgrado                      |
| 25     | Brice Johnson           | AG    | Stati Uniti | Los Angeles Clippers                               | N. Carol. Tar Heels                |
| 26     | Furkan Korkmaz          | G/AP  | Turchia     | Philadelphia 76ers                                 | Anadolu Efes                       |
| 27     | Pascal Siakam           | AG    | Camerun     | Toronto Raptors                                    | N.M. State Aggies                  |
| 28     | Skal Labissière         | AG/C  | Haiti       | Sacramento Kings                                   | Kentucky Wildcats                  |
| 29     | Dejounte Murray         | PM/G  | Stati Uniti | San Antonio Spurs                                  | Washington Huskies                 |
| 30     | Damian Jones            | C     | Stati Uniti | Golden State Warriors                              | Vand. Commodores                   |

## Giocatori scelti al 2º giro
| Scelta | Giocatore         | Ruolo | Nazionalità           | Squadra NBA                                            | Provenienza          |
| ------ | ----------------- | ----- | --------------------- | ------------------------------------------------------ | -------------------- |
| 31     | Deyonta Davis     | AG/C  | Stati Uniti           | Boston Celtics (ceduto ai Memphis Grizzlies )          | MSU Spartans         |
| 32     | Ivica Zubac       | C     | Croazia               | Los Angeles Lakers                                     | Mega Belgrado        |
| 33     | Cheick Diallo     | AG/C  | Mali                  | Los Angeles Clippers (ceduto ai New Orleans Pelicans ) | Kansas Jayhawks      |
| 34     | Tyler Ulis        | PM    | Stati Uniti           | Phoenix Suns                                           | Kentucky Wildcats    |
| 35     | Rade Zagorac      | G/AP  | Serbia                | Boston Celtics (ceduto ai Memphis Grizzlies )          | Mega Belgrado        |
| 36     | Malcolm Brogdon * | PM/G  | Stati Uniti           | Milwaukee Bucks                                        | Virginia Cavaliers   |
| 37     | Chinanu Onuaku    | AG/C  | Stati Uniti           | Houston Rockets                                        | Louisville Cardinals |
| 38     | Patrick McCaw     | G/AP  | Stati Uniti           | Golden State Warriors                                  | UNLV R. Rebels       |
| 39     | David Michineau   | PM    | Francia               | New Orleans Pelicans (ceduto ai Los Angeles Clippers ) | Élan Chalon          |
| 40     | Diamond Stone     | AG/C  | Stati Uniti           | New Orleans Pelicans (ceduto ai Los Angeles Clippers ) | Maryland Terrapins   |
| 41     | Stephen Zimmerman | AG/C  | Stati Uniti           | Orlando Magic                                          | UNLV R. Rebels       |
| 42     | Isaiah Whitehead  | PM/G  | Stati Uniti           | Brooklyn Nets                                          | Seton Hall Pirates   |
| 43     | Zhou Qi           | C     | Cina                  | Houston Rockets                                        | Xinjiang F. Tigers   |
| 44     | Isaïa Cordinier   | G     | Francia               | Atlanta Hawks                                          | Denain               |
| 45     | Demetrius Jackson | G     | Stati Uniti           | Boston Celtics                                         | Notre Dame F. Irish  |
| 46     | A.J. Hammons      | C     | Stati Uniti           | Dallas Mavericks                                       | Purdue Boilermakers  |
| 47     | Jake Layman       | AP    | Stati Uniti           | Orlando Magic (ceduto ai Portland Trail Blazers )      | Maryland Terrapins   |
| 48     | Paul Zipser       | G/AP  | Germania              | Chicago Bulls                                          | Bayern Monaco        |
| 49     | Michael Gbinije   | AP    | Stati Uniti / Nigeria | Detroit Pistons                                        | Syracuse Orange      |
| 50     | Georges Niang     | AG/AP | Stati Uniti / Senegal | Indiana Pacers                                         | Iowa St. Cyclones    |
| 51     | Ben Bentil        | AG    | Ghana / Stati Uniti   | Boston Celtics                                         | Providence Friars    |
| 52     | Joel Bolomboy     | AG/C  | Ucraina               | Utah Jazz                                              | Weber St. Wildcats   |
| 53     | Petr Cornelie     | AG    | Francia               | Denver Nuggets                                         | Le Mans              |
| 54     | Kay Felder        | PM    | Stati Uniti           | Cleveland Cavaliers                                    | OU Golden Grizzlies  |
| 55     | Marcus Paige      | PM    | Stati Uniti           | Brooklyn Nets                                          | N. Carol. Tar Heels  |
| 56     | Daniel Hamilton   | G/AP  | Stati Uniti           | Denver Nuggets                                         | UConn Huskies        |
| 57     | Wang Zhelin       | C     | Cina                  | Memphis Grizzlies                                      | Fujian Sturgeons     |
| 58     | Abdel Nader       | AP    | Egitto / Stati Uniti  | Boston Celtics                                         | Iowa St. Cyclones    |
| 59     | Isaiah Cousins    | PM/G  | Stati Uniti           | Sacramento Kings                                       | Oklahoma Sooners     |
| 60     | Tyrone Wallace    | PM    | Stati Uniti           | Utah Jazz                                              | Calif. G. Bears      |

## Giocatori non scelti premiati dalla NBA
| Giocatore     | Ruolo | Nazionalità | Provenienza  |
| ------------- | ----- | ----------- | ------------ |
| Fred VanVleet | PM/G  | Stati Uniti | WSU Shockers |